# سوسانا هاروتیونیان
سوسانا هاروتیونیان (ارمنی: Սուսաննա Հարությունյան؛ انگلیسی: Susanna Harutyunyan زادهٔ ۱۵ فوریهٔ ۱۹۶۳)، نثرنویس اهل ارمنستان است که هشت رمان خلق کرده است.  او در سال ۲۰۱۶ برنده جایزه ریاست جمهوری ارمنستان برای کار در زمینه ادبیات شد.

## زندگی
هاروتیونیان در سال ۱۹۶۳ در کارچآغبیور به دنیا آمد. او از ده‌سالگی شروع به نوشتن کرد و آثارش منتشر شدند.
در سال ۱۹۸۸، سوسانا هاروتیونیان شروع به نوشتن داستان‌های تخیلی کرد و ده سال بعد، پس از بزرگ شدن فرزندانش، بیان کرد که کارهایش جدی‌تر شده است. او از توضیحات طولانی در آثار خود پرهیز می‌کند زیرا می‌خواهد خوانندگانش در خلق داستان شریک باشند. برخی از آثار او از جمله «نقشه بدون سرزمین و آب» به زبان‌های فارسی، یونانی، رومانیایی، آذربایجانی، آلمانی، قزاقی، اسپانیایی و انگلیسی ترجمه شده است.
هاروتیونیان گروه نویسندگان کایاران را سازمان‌دهی کرد و سردبیر مجله ادبی کایاران است. او همچنین داستان‌های کوتاه می‌نویسد.
در سال ۲۰۱۶، او به‌خاطر رمان «کلاغ‌ها پیش از نوح» برنده جایزه ریاست جمهوری ارمنستان برای کار در زمینه ادبیات شد. این رمان در سال ۲۰۱۱ به زبان انگلیسی ترجمه شد. نمایشنامه او به نام «هماهنگی» پس از ترجمه به زبان فارسی در ایران اجرا شد.
آثار او بر اساس واقعیت‌های مستند است. در یکی از داستان‌هایش به نام «خدا اینجا بوده است»، او دختری را که در تاریکی می‌درخشید، توصیف کرده است. به گفته او، این دختر وجود داشت. بدنش تجمعی از فسفر داشت و هاروتیونیان او و افرادی که به دیدنش می‌آمدند را به یاد می‌آورد. او معتقد است که نویسندگان ارمنی به دلیل کمبود منابع مالی، به اندازه کافی سفر نمی‌کنند. در نتیجه، نویسندگان مجبورند واکنش خوانندگان اروپایی به آثارشان را حدس بزنند، زیرا نویسندگان این کشور ارتباط کافی با همتایان خود ندارند.